# Czesław Niemen

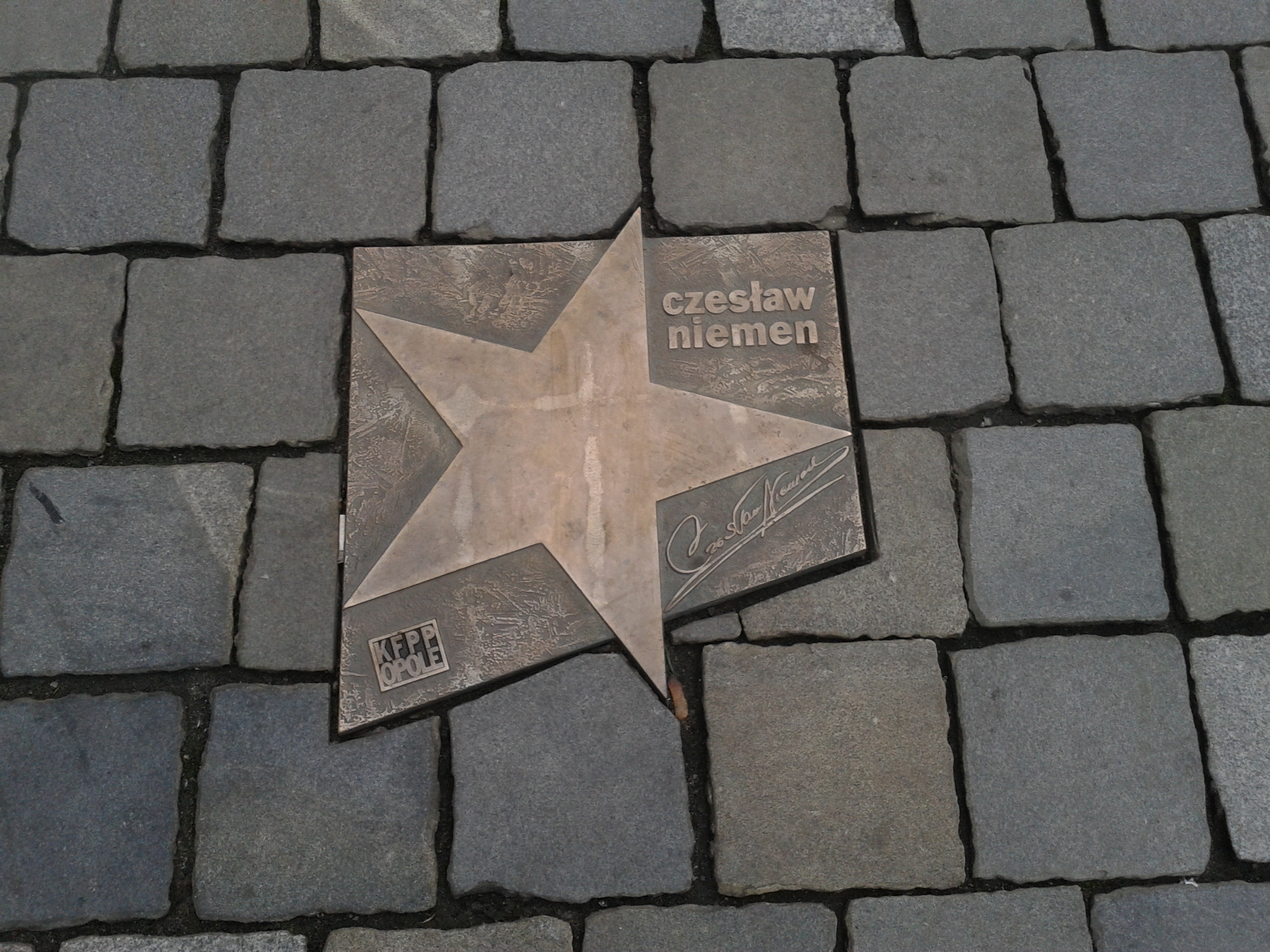
Gwiazda Czesława Niemena w Opolu

Czesław Niemenⓘ, właściwie Czesław Juliusz Niemen-Wydrzycki (ur. 16 lutego 1939 w Starych Wasiliszkach, zm. 17 stycznia 2004 w Warszawie) – polski artysta, muzyk, multiinstrumentalista, piosenkarz i wokalista rockowy, kompozytor, autor tekstów piosenek. Jeden z najwybitniejszych twórców muzyki w Polsce.

## Życiorys

### Rodzina i edukacja
Urodził się 16 lutego 1939 w Starych Wasiliszkach w ówczesnym województwie nowogródzkim. Jego rodzicami byli Anna z domu Markiewicz (1897–1986) i Antoni Wydrzycki (1896–1960), który podejmował prace rzemieślnicze, m.in. stroił fortepiany i naprawiał zegary. Miał siostrę Jadwigę (zm. 2020). Śpiewał w szkolnym chórze w szkole dziesięciolatce i w chórze kościelnym, gdzie także grał na organach. Z l chórem szkolnym koncertował w innych szkołach. W latach 1953–1954 uczęszczał do klasy fortepianu liceum pedagogicznego w Grodnie. Uczył się także w uczelni muzycznej w Grodnie, jednak po roku nauki został z niej wyrzucony za opuszczanie zajęć. Grał na bajanie (rosyjska odmiana akordeonu) podczas wydarzeń szkolnych.
W 1958 został repatriowany do powojennej Polski w ramach ostatniej fali masowych wysiedleń Polaków z Kresów Wschodnich. Wydrzyccy opuścili swoje rodzinne strony, by wkraczający w dorosłość Czesław uniknął powołania do Armii Radzieckiej. Rodzina rok spędziła w obozie dla ekspatriantów w Drawsku Pomorskim, a następnie zamieszkała w Świebodzinie, Białogardzie i Kołobrzegu. Niemen po przeprowadzce do Gdańska rozpoczął naukę w klasie fagotu w średniej szkole muzycznej. Występował w studenckich teatrach, kabaretach i klubie Żak w Gdańsku; śpiewał piosenki latynoamerykańskie w języku hiszpańskim i polskim, akompaniując sobie na gitarze. Dwie z wówczas wykonywanych piosenek umieścił później na swojej pierwszej płycie. Dorabiał, pracując w porcie lub strojąc fortepiany. W tym okresie zaprzyjaźnił się z Helmutem Nadolskim.

### Lata 60.

#### Początki muzyczne
W 1962 poznał Franciszka Walickiego, który został jego menedżerem. 3 czerwca 1962 zagrał koncert w więzieniu dla kobiet w Grudziądzu. W tym samym roku został zauważony na Festiwalu Młodych Talentów w Szczecinie, a następnie odbył trasę po kraju z pozostałymi laureatami festiwalu. Walicki z trudem przekonał Niemena, by zamiast piosenek latynoskich i rosyjskich zaczął grać rocka.

#### Współpraca z Niebiesko-Czarnymi
Po odniesieniu pierwszych sukcesów w konkursach wykonawców amatorów zaczął komponować i występować z zespołem Niebiesko-Czarni. 10 października 1962 nagrał z nimi minialbum z czterema utworami, w tym śpiewaną przez siebie piosenką „Lekcja twista”. W 1963 wystąpił z utworem „Wiem, że nie wrócisz” na I Krajowym Festiwalu Polskiej Piosenki w Opolu. W grudniu tego samego roku wystąpił z Niebiesko-Czarnymi w paryskiej sali Olympia. Po powrocie do Polski, za namową żony Franciszka Walickiego, zaczął posługiwać się pseudonimem artystycznym Niemen, jako nie tylko atrakcyjniejszym marketingowo w Polsce, ale także łatwiejszym do wymówienia dla cudzoziemców. W połowie lat 70. formalnie zmienił nazwisko na Niemen-Wydrzycki. Nazwisko przyjął od rzeki Niemen, płynącej w pobliżu jego miejsca urodzenia. Stosował on odmianę Niemena, Niemenem, inną niż w przypadku nazwy rzeki, i choć dziennikarz Andrzej Ibis-Wróblewski sugerował, że Wydrzycki powinien odmieniać swój pseudonim tak jak rzekę, artysta się z tym nie zgodził.

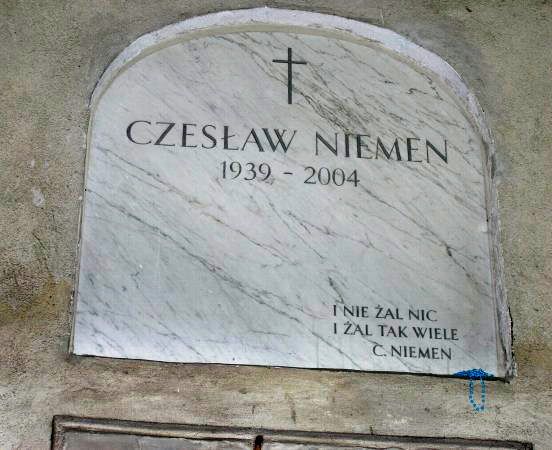
Płyta nagrobna Czesława Niemena w katakumbach cmentarza Powązkowskiego w Warszawie

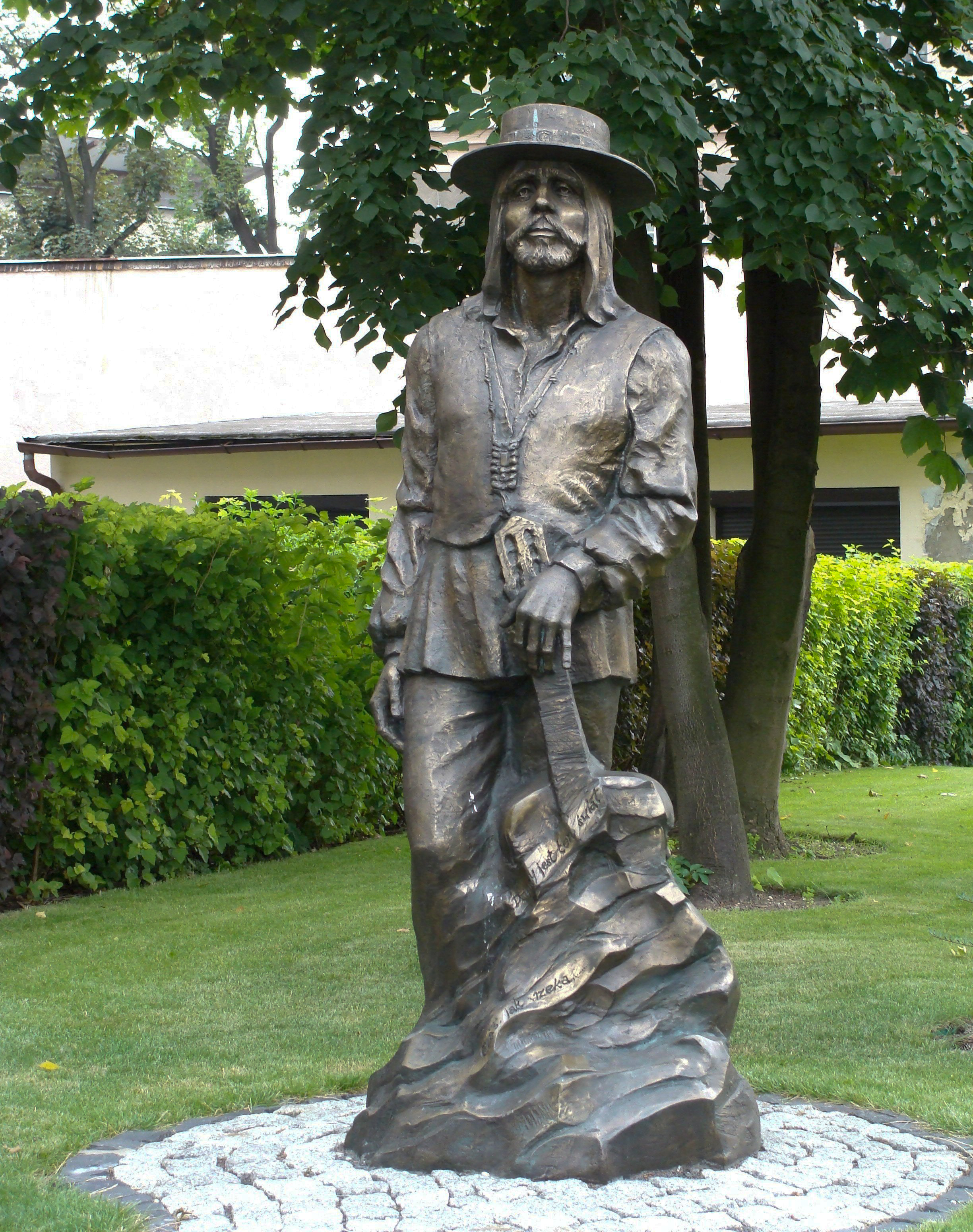
Pomnik Niemena na Wzgórzu Uniwersyteckim Uniwersytetu Opolskiego

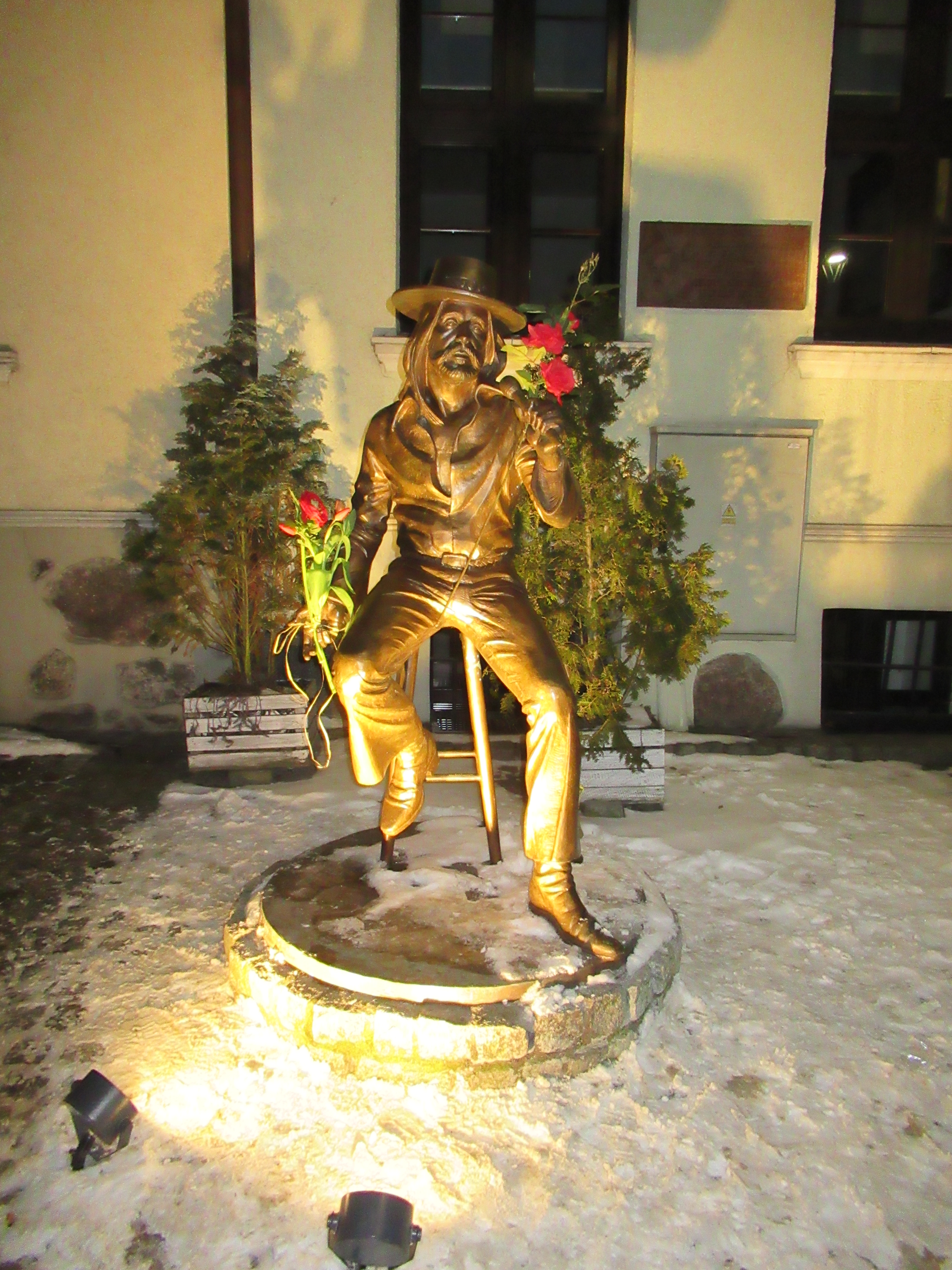
Pomnik Niemena przed ratuszem w Białogardzie

Od 18 do 20 stycznia 1964 wraz z Niebiesko-Czarnymi występował przed koncertami Marleny Dietrich w Sali Kongresowej w Warszawie. W pierwszej części koncertu Dietrich usłyszała utwór Niemena „Czy mnie jeszcze pamiętasz”, który w listopadzie 1964 nagrała z własnym tekstem – „Mutter, hast du mir vergeben”. Z Niebiesko-Czarnymi wystąpił w 1965 na festiwalu w Sopocie, poza tym koncertował po Węgrzech i Francji. W listopadzie 1965 na festiwalu w Rennes zdobył statuetkę Srebrnego Gronostaja za kompozycję i nagrodę specjalną jury za najbardziej oryginalny debiut. Z Niebiesko-Czarnymi nagrał kilka małych płyt i zrealizował wiele nagrań dla radia. Zakończył współpracę z zespołem w listopadzie 1965, po trasie koncertowej w Jugosławii.
Po odejściu z Niebiesko-Czarnych został piosenkarzem bigbitowym, śpiewał rock and rollowe i rockowe piosenki w stylu The Beatles i ballady. Do największych przebojów pierwszego okresu należą dynamiczny utwór „Czy wiesz?” i sentymentalna ballada „Pod Papugami”. Wkrótce zaczął zmierzać w stronę ambitniejszej muzyki, adresowanej do bardziej wymagającej młodzieży akademickiej.

#### Niemen i Akwarele
Jesienią 1966 wraz z muzykami formacji Chochoły utworzył zespół Akwarele. Odbył z nimi trasę koncertową, którą rozpoczęli występem 16 stycznia 1967 w Jeleniej Górze. Dokonał także nagrań dla radia, a w kwietniu 1967 zarejestrował materiał na longplay pt. Dziwny jest ten świat. 25 czerwca 1967 wystąpił z tytułową piosenką z płyty na 5. KFPP w Opolu, na którym otrzymał m.in. nagrodę Polskiego Radia. Piosenka „Dziwny jest ten świat” stała się najbardziej znanym z polskich protest songów i hymnem młodzieży końca lat 60.
W 1967 wystąpił m.in. na festiwalu w Sopocie i w Kolonii, a w styczniu 1968 zaśpiewał na targach MIDEM w Cannes. Nagrał album pt. Sukces, za którego sprzedaż uzyskał złotą płytę. Stał się też bohaterem filmu krótkometrażowego Marka Piwowarskiego, również zatytułowanego Sukces (1968). W październiku tego samego roku nagrał z Akwarelami album pt. Czy mnie jeszcze pamiętasz? zawierający piosenki, które wykonywał z Niebiesko-Czarnymi.

#### Niemen Enigmatic
Od lutego 1969 do lipca 1970 z zespołem występował we Włoszech, początkowo jako I Niemen, a od lipca 1969 w zmienionym składzie jako Niemen Enigmatic. Nagrał kilka singli i zarejestrował fragmenty koncertów, które grał głównie w klubach. W czerwcu 1970 wystąpił na festiwalu Cantagiro. Blisko związał się z piosenkarką Faridą, z którą w listopadzie 1970 odbył trasę po Polsce. W swojej twórczości włączał się w kolejne dominujące w światowej muzyce rockowej prądy, tworząc własne, charakterystyczne odmiany muzyki – od rocka psychodelicznego przez symfoniczny rock progresywny (album Niemen Enigmatic z monumentalnym utworem „Bema pamięci żałobny rapsod” do tekstu C.K. Norwida) po awangardowy jazz-rock (albumy Niemen Vol. 1 i Niemen Vol. 2) oraz muzykę elektroniczną. W październiku 1969, w przerwie włoskich występów, nagrał z Akwarelami album z czterema kompozycjami do słów polskich poetów, który wydał na początku 1970 jako Niemen Enigmatic. Na przełomie 1969 i 1970 nagrał teledysk do utworu „Bema pamięci żałobny rapsod”.

### Lata 70.
Od 1968 grał na organach Hammonda, później rozbudował swoje klawiszowe instrumentarium, dodając melotron i syntezator Mooga. Nowoczesne i drogie wyposażenie pozwoliło mu nagrać w styczniu 1971 prawie całkowicie elektroniczny album pt. Niemen. Występował w kraju i m.in. w Czechosłowacji i Finlandii. Pod koniec 1971 wziął udział w nagraniu płyty z muzyką Andrzeja Kurylewicza. Wielokrotnie wspomagał różnych artystów w nagraniach i brał udział w zbiorowych przedsięwzięciach muzycznych i muzyczno-teatralnych. Napisał wiele utworów dla innych wykonawców, m.in. dla Ady Rusowicz.

#### Grupa Niemen
Jesienią 1971 zetknął się z awangardowym kontrabasistą Helmutem Nadolskim, z którym i z muzykami Silesian Blues Band stworzył Grupę Niemen, która działała od grudnia 1971 do sierpnia 1973. W styczniu 1972 w Monachium nagrał z zespołem album pt. Strange Is This World, w sierpniu 1972 – dwie płyty częściowo improwizowane: Niemen Vol. 1 i Niemen Vol. 2, a w sierpniu 1973 – album pt. Ode to Venus. Zespół wystąpił w kilku krajach europejskich i zebrał pozytywne recenzje krytyki muzycznej.
Równocześnie zaczął nagrywać muzykę filmową. Użyczył głosu Chochoła w filmie Andrzeja Wajdy Wesele (1972). Wiosną 1973 zarejestrował utwory na solowy album pt. Russische Lieder. W styczniu i lutym 1974 nagrał w Nowym Jorku materiał na album pt. Mourner’s Rhapsody.

#### Niemen Aerolit i N.AE.
W sierpniu 1973 po koncercie w Białymstoku zakończył działalność Grupy Niemen. W następnym miesiącu założył zespół Niemen Aerolit, z którym nagrał m.in. materiał na album pt. 41 potencjometrów pana Jana, a pod koniec 1974 – płytę pt. Aerolit. Działalność zespołu przerwała śmierć perkusisty Piotra Dziemskiego w marcu 1975. Niemen zadedykował muzykowi swój solowy album pt. Katharsis, który nagrał w 1975. Latem 1976 otrzymał odznakę Zasłużony Działacz Kultury i Złoty Krzyż Zasługi. Pod koniec roku odbył tournée po ZSRR. Skupił się także na nagrywaniu muzyki teatralnej, korzystając od 1977 ze studia Teatru Narodowego w Warszawie. W październiku 1977 i kwietniu 1979 zagrał kolejne serie koncertów w ZSRR. W maju 1977 nagrał program dla telewizyjnego bloku Studio 2, później występował w USA, a w lutym 1978 koncertował na festiwalu jazzowym w Bombaju. W 1977 dał recital na Festiwalu Piosenki Radzieckiej w Zielonej Górze.
Na początku 1978 wydał podwójny album pt. Idée fixe. Latem tego samego roku wziął udział w Światowym Festiwalu Młodzieży i Studentów w Hawanie. W czerwcu 1979 wystąpił na festiwalu w Opolu, a 24 sierpnia 1979 za utwór „Nim przyjdzie wiosna” otrzymał Grand Prix Festiwalu Interwizji w Sopocie. Pod koniec roku Polskie Nagrania bez wiedzy Niemena wydały na krajowym rynku kompilacyjny album pt. Postscriptum, który został opracowany w celach promocyjnych na targi MIDEM w Cannes odbywające się w styczniu 1980 (był to jeden z wielu przypadków lekceważenia artystycznej woli muzyka).
W 1981 opracował kompozycje muzyczne do spektaklu teatralnego pt. Tragedia Romantyczna, którego osiem przedstawień w katowickim Spodku widziało 52 tysiące osób, a który był wystawiony przez studentów WRTV i górnośląską Solidarność.

### Lata 80.

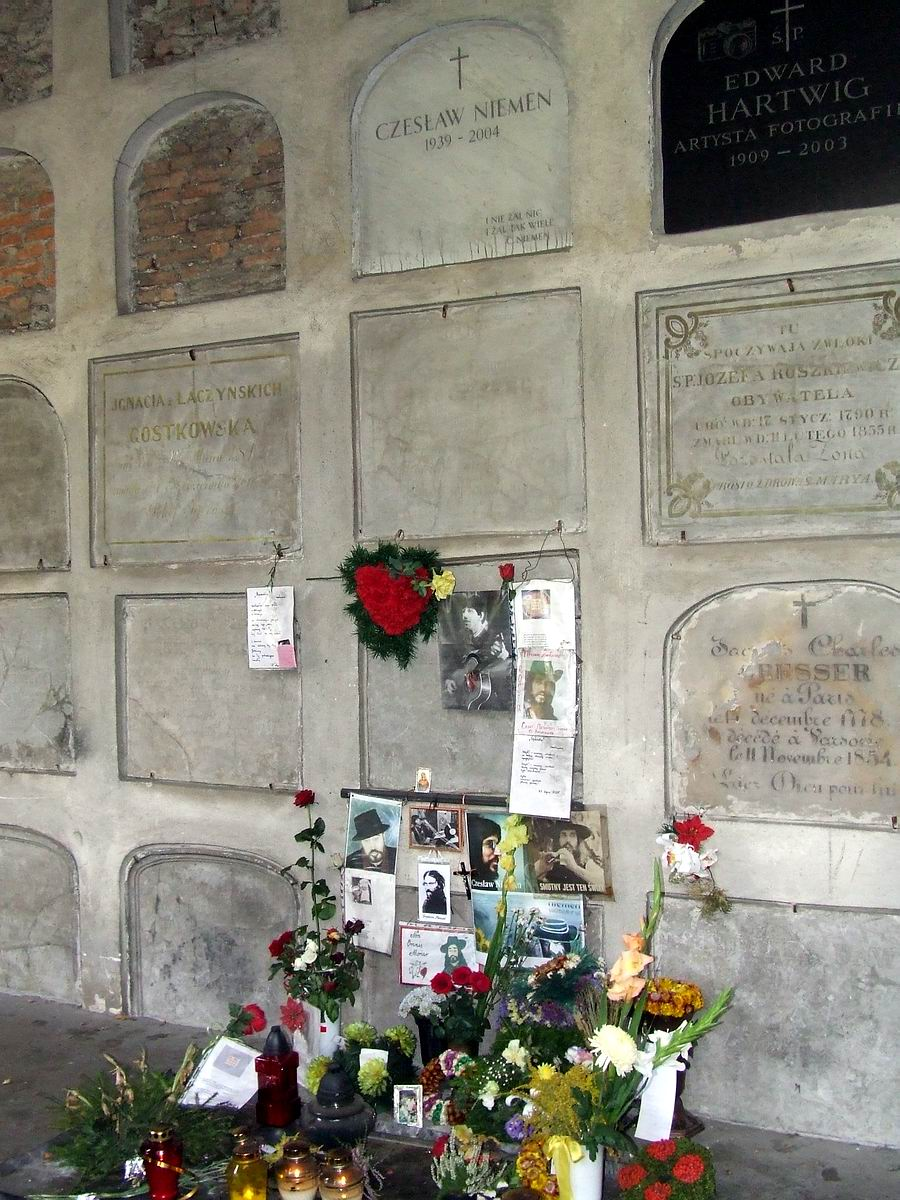
Kwiaty przy płycie nagrobnej Niemena na Powązkach

Karierę Niemena zakłóciło wprowadzenie stanu wojennego, kiedy to zaczął być bojkotowany za rzekome popieranie działań rządu. W maju 1982 z grupą Kombi wystąpił w Sztokholmie, poza tym wydał kasetę z muzyką filmową. Później występował sporadycznie, np. w listopadzie 1984 zagrał w Teatrze Wybrzeże w Gdańsku, a 12 grudnia 1985 zagrał w klubie Stodoła w Warszawie. 11 i 12 lipca 1986 zaśpiewał na zlocie Old Rock Meeting w Operze Leśnej w Sopocie, a jesienią tego samego roku zagrał na festiwalu Jazz Jamboree w Warszawie. W 1987 wystąpił na Festiwalu w Jarocinie, zagrał w Skandynawii i dał koncert w Queen Elizabeth Hall w Londynie. W 1988 wznowiono kilka jego płyt, m.in. Dziwny jest ten świat, Czy mnie jeszcze pamiętasz? i Niemen Enigmatic. W 1989 wydał album pt. Terra Deflorata.

### Lata 90.
1 marca 1990 wystąpił na Festiwalu w San Remo, a w następnym roku ponownie reprezentował polski rynek muzyczny na MIDEM. W 1992 wziął udział w spektaklu Księga Krzysztofa Kolumba w Teatrze Muzycznym w Gdyni. W maju 1993 zagrał w Nowym Jorku, a w 1995 wziął udział w koncercie upamiętniającym zmarłego Ryszarda Riedla. Występ ten zarejestrowano i wydano na albumie pt. List do R. na 12 głosów.
Zaczął publikować felietony w miesięczniku muzycznym „Tylko Rock”. Gorąco protestował przeciw pirackim edycjom jego nagrań, które wtedy obficie pojawiły się na kasetach magnetofonowych, a potem na kompaktach. Wyraźnie dawał do zrozumienia, że nie zamierza nagrywać nowych płyt do czasu prawnego uregulowania sytuacji na rynku muzycznym. Pomiędzy 1991 a 1996 ukazało się kilka edycji wznowień jego najwcześniejszych albumów. Pierwsza seria, wydawana przez Digiton, zakończyła się na albumie Niemen Aerolit, druga – zatytułowana Niemen retrospekcja – na Marionetkach (kompilacja wydanych niezależnie od siebie LP Niemen Vol. 1 i Niemen Vol. 2). W ramach trzeciej serii, noszącej tytuł Od początku, wydawanej przy współpracy z Polskimi Nagraniami, ukazało się tylko pięć albumów. W 1995 wydana została pierwsza autoryzowana przez Niemena składanka kompaktowa jego wczesnych nagrań, pt. Sen o Warszawie. Dwa lata później wziął gościnny udział w nagraniu cegiełki na rzecz ofiar powodzi, Moja i twoja nadzieja ’97.
W 1999 został wybrany na wykonawcę wszech czasów w plebiscycie „Polityki”, w związku z czym dał kilka koncertów w Trójce.

### Lata 2000–2004
29 września 2001 wystąpił w Warszawie na koncercie pamięci C.K. Norwida, a 17 listopada tego samego roku wydał album pt. spodchmurykapelusza, który promował singlem kompaktowym z trzema wersjami utworu „Jagody szaleju”. Płyta została przychylnie przyjęta przez słuchaczy i krytyków. W 2002 i 2003 wydał dwa sześciopłytowe boksy kolekcjonerskie – Od początku I i Od początku II – obejmujące albumy Niemena wydane w Polsce w latach 1967–1980, uzupełnione odautorskim komentarzem i wspomnieniami artysty. Niemen dość intensywnie zajmował się promocją tych wydawnictw – pomimo osłabienia spowodowanego chorobą, udzielał wywiadów w telewizji i radiu. Zapowiedział w nich wydanie dwóch kolejnych boksów, których robocze tytuły brzmiały Na pomieszane języki i Niemen – muzyka programowa. Pierwszy z nich miał gromadzić nagrania, których dokonał poza granicami kraju (m.in. włoskie single czy zachodnioniemieckie longplaye), a drugi – muzykę skomponowaną na potrzeby teatru i telewizji.

### Choroba i śmierć
Chorował na nowotwór układu chłonnego, który próbował zwalczyć przy pomocy medycyny naturalnej. Zmarł 17 stycznia 2004 w Centrum Onkologii w Warszawie z powodu powikłań związanych z zapaleniem płuc, na które zapadł w szpitalu. Ciało artysty, zgodnie z jego ostatnią wolą, zostało skremowane.
30 stycznia 2004, po ceremonii żałobnej w kościele św. Karola Boromeusza, urna z prochami Niemena została złożona w katakumbach na cmentarzu Powązkowskim (rząd 99-3). Niemena żegnało ok. 3 tysięcy osób. W momencie rozpoczęcia pogrzebu, o godzinie 13.00, z inicjatywy Marka Niedźwieckiego, stacje radiowe w Polsce wyemitowały „Dziwny jest ten świat” jako hołd Niemenowi.

## Życie prywatne
Związał się uczuciowo z piosenkarką Adą Rusowicz i włoską piosenkarką Faridą. Z pierwszą żoną, Marią Klauzunik, ma córkę, Marię. Drugiej żonie, modelce Małgorzacie Krzewińskiej, poświęcił utwory: „Baby M.”, „Z listu do M.”, „Moje zapatrzenie” i „Postscriptum”. Z drugiego małżeństwa ma dwie córki: Natalię i Eleonorę.
Interesował się rysunkiem i malarstwem – zaprojektował okładki swoich płyt, a w latach 90. zajął się grafiką komputerową.
W drugiej połowie lat 70. przeszedł na wegetarianizm.

## Upamiętnienie artysty

### Książki poświęcone Niemenowi (chronologicznie)
1. Wacław Panek, Niemen. Kształty mitu, Wrocław – Brzeg: Socjalistyczny Związek Studentów Polskich, 1974, OCLC 837888371. Brak numerów stron w książce
2. Roman Radoszewski, Czesław Niemen: Kiedy się dziwić przestanę. Monografia artystyczna, Iskry, 2004, ISBN 83-207-1770-1. Brak numerów stron w książce
3. Marek Gaszyński, Czas jak rzeka, Prószyński i S-ka, 2004, ISBN 83-7337-849-9. Brak numerów stron w książce
4. Dariusz Michalski, Niemen o sobie, Warszawa: Twój Styl, 2005, ISBN 83-7163-568-0. Brak numerów stron w książce
5. Tadeusz Skliński, Niemen: dyskografia, fakty, twórczość, Nemunas, 2006, ISBN 83-9230-920-0. Brak numerów stron w książce
6. Dariusz Michalski, Czesław Niemen: Czy go jeszcze pamiętasz?, Warszawa: MG, 2009, ISBN 978-83-61297-76-5. Brak numerów stron w książce
7. Jan Edward Czachor, Czesław Niemen w Świebodzinie, Stowarzyszenie Pamięci Czesława Niemena w Świebodzinie, 2010. Brak numerów stron w książce
8. Artur Krajewski, Być jak Czesław Niemen. Fotograficzny pomnik budowany migawką aparatu Artura Krajewskiego, ASP w Warszawie i Fundacja Kultury i Sztuki artHOLDING, 2019, ISBN 978-83-66098-65-7.

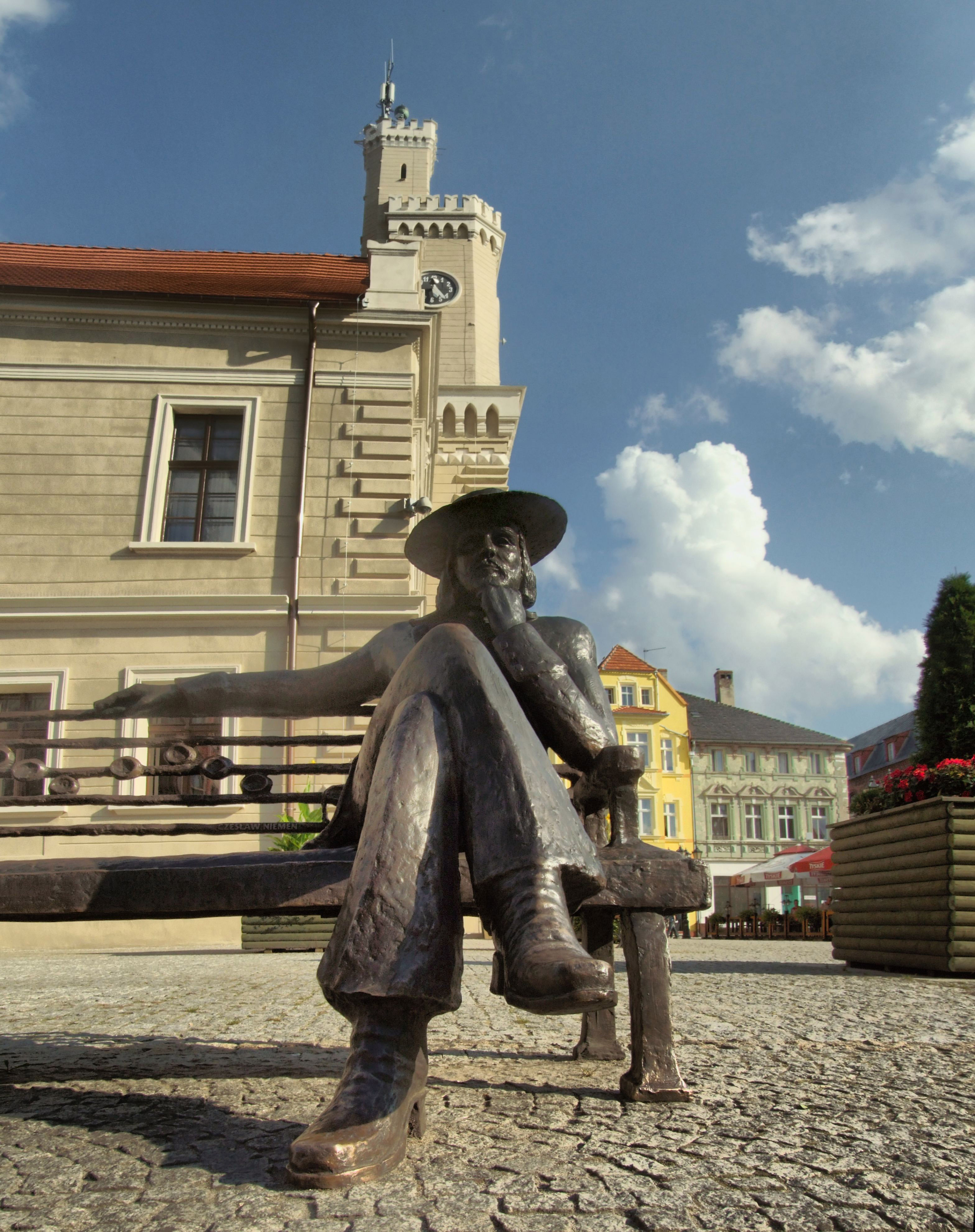
Ławeczka Niemena w Świebodzinie

### Film
- „Sukces”[39] – film dokumentalny z 1968 roku w reżyserii Marka Piwowskiego, 13 min.
- „Niemen”[40] – film dokumentalny z 1976 roku w reżyserii Krzysztofa Rogulskiego, 26 min.
- „Czas jak rzeka...”[41] – film dokumentalny z 2005 roku w reżyserii Eugeniusza Szpakowskiego, 10 min
- „Czesław Niemen”[42] – film dokumentalny z 2007 roku w reżyserii Eugeniusza Szpakowskiego, 58 min
- „Coś co kocham najwięcej”[43] – film dokumentalny z 2008 roku w reżyserii Eugeniusza Szpakowskiego, 21 min
- „Coś co kochał najwięcej...”[44] – film dokumentalny z 2012 roku w reżyserii Eugeniusza Szpakowskiego, 22 min
- „Sen o Warszawie” – film dokumentalny z 2014 roku w reżyserii Krzysztofa Magowskiego, 1 godz. 44 min.

### Szkoły
26 maja 2006 r. nadano imię Czesława Niemena Zespołowi Szkół Muzycznych we Włocławku, a w 2007 r. Gimnazjum nr 3 w Świebodzinie (zmienione w 2017 r. na SP3), 31 maja 2008 Publicznemu Gimnazjum nr 2 w Strzelcach Opolskich, gdzie odsłonięto także pomnik piosenkarza, 2 czerwca 2009 Gimnazjum nr 25 w Warszawie. W tym też mieście 20 czerwca 2009 roku, z udziałem rodziny artysty, odsłonięto Ławeczkę Czesława Niemena. 12 maja 2016 r. nadano Gimnazjum nr 1 w Lubinie imię Czesława Niemena, jego żona Małgorzata Niemen odsłoniła pamiątkową tablicę w hołdzie patronowi. Szkoła zyskała również sztandar z wizerunkiem artysty.
W Poznaniu znajduje się studium piosenkarskie im. Czesława Niemena.

### Monety
17 czerwca 2009 Narodowy Bank Polski wyemitował monetę powszechnego obiegu o nominale 2 zł ze stopu Nordic Gold pamięci Niemena, a 19 czerwca dwie srebrne monety kolekcjonerskie o nominale 10 zł, wybite stemplem lustrzanym: okrągłą i kwadratową (klipa). Umieszczono na nich wizerunki Czesława Niemena i jego płyt. Projektantem obu monet oraz rewersu monety powszechnego obiegu jest Robert Kotowicz.

### Piłka nożna
Piosenka Niemena Sen o Warszawie od 12 marca 2004 r. jest wykonywana przed każdym spotkaniem Legii Warszawa na Stadionie Wojska Polskiego w Warszawie jako hymn kibiców.

### Wydarzenia kulturalne
W roku 2004 (20 sierpnia) oraz 2009 (23 sierpnia) na festiwalu w Sopocie jeden dzień poświęcono twórczości Niemena, a od jesieni 2005 r. w Słupsku odbywa się Festiwal Młodych Talentów Niemen Non Stop pod patronatem Miejskiego Centrum Kultury w Słupsku, prezydenta Słupska i marszałka województwa pomorskiego, na którym młodzi artyści śpiewają utwory Niemena oceniane przez profesjonalne jury. Od 2009 r. festiwal ten obejmuje patronatem medialnym TVP Kultura. W 2015 roku w NEY Gallery & Prints w Warszawie odbyła się zbiorowa wystawa fotograficzna poświęcona w całości Czesławowi Niemenowi. Stowarzyszenie Pamięci Czesława Niemena corocznie organizuje zjazd niemenologów w Łagowie. W 2019 roku (21 sierpnia) amerykański zespół Metallica wykonał na Stadionie Narodowym w Warszawie utwór Niemena „Sen o Warszawie”.

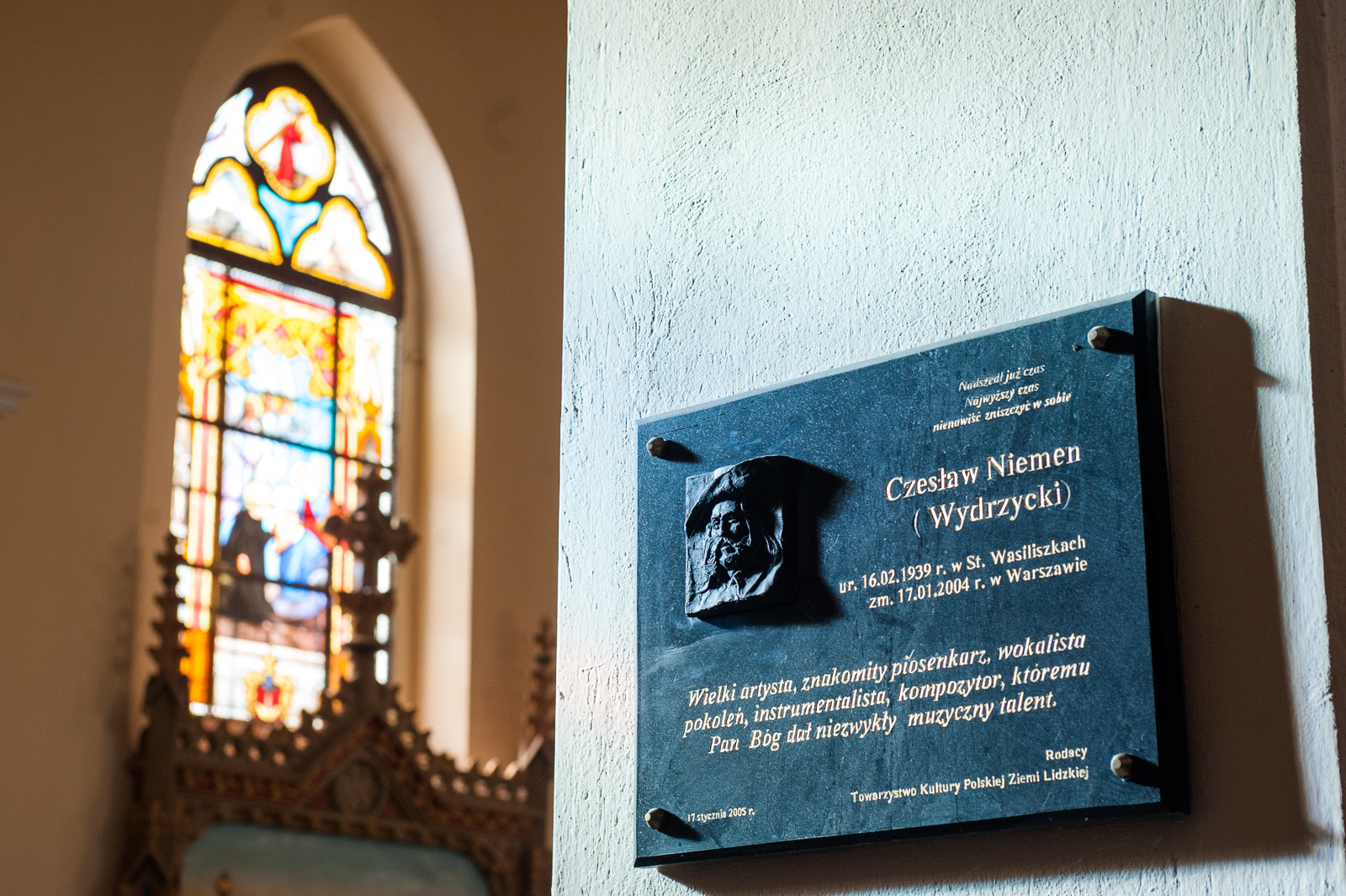
Tablica pamiątkowa poświęcona pamięci artysty w jego rodzinnej miejscowości

### Muzeum poświęcone artyście w Starych Wasiliszkach
20 lutego 2011 roku we wsi Stare Wasiliszki na Białorusi, w domu, w którym urodził się Czesław Niemen, otwarto muzeum jego imienia. W domu znajduje się część oryginalnego wyposażenia, w większości podarowanego przez mieszkańców Wasiliszek, którzy otrzymali je od rodziny artysty w czasie ich wyprowadzki do Polski.

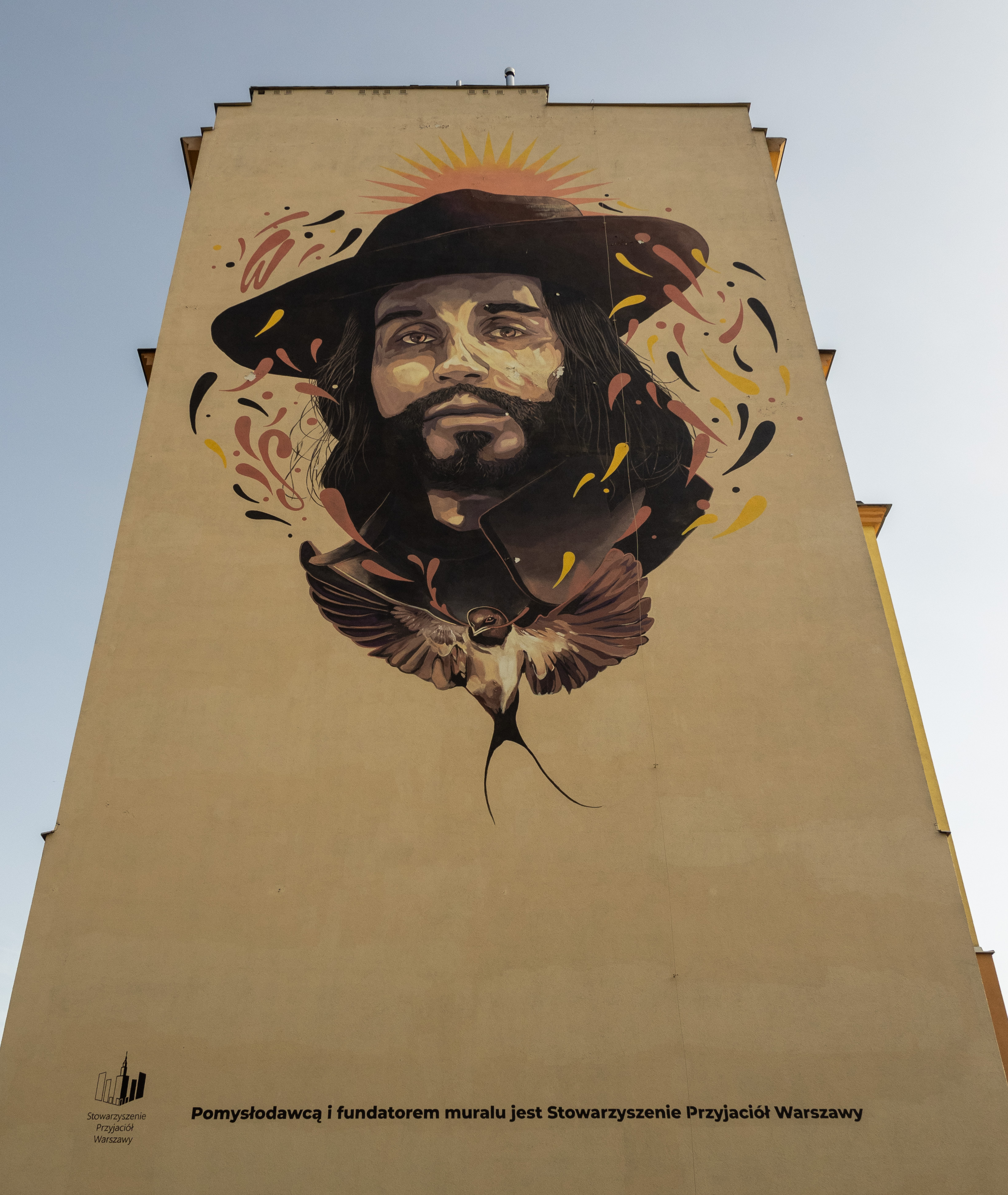
Mural przy ul. Żytniej 46 w Warszawie

### Murale
- Białogard (2010; ul. Grunwaldzka 22)
- Warszawa (2019; ul. Płytowa 14)
- Poznań (2020; ul. Grobla 14, zamalowany w grudniu 2021 po interwencji spadkobierców[54])
- Warszawa (2021; ul. Żytnia 46)
- Lubin (2022; ul. Szpakowa 2)

### Nazwy geograficzne
- Białogard (ulica) 54°00′51,84″N 16°00′28,24″E/54,014400 16,007844
- Bielsko-Biała (rondo): 49°48′46,59″N 19°00′42,63″E/49,812942 19,011842
- Bochnia: 49°58′32,22″N 20°26′17,19″E/49,975617 20,438108
- Częstochowa (promenada): 50°50′03″N 19°07′40″E/50,834167 19,127778
- Gdańsk (skwer): 54°21′07,43″N 18°38′37,52″E/54,352064 18,643756
- Kraków (ulica): 50°02′43″N 19°49′32″E/50,045278 19,825556
- Łódź (ulica): 51°48′03,5″N 19°20′53,7″E/51,800972 19,348250
- Poznań (ulica): 52°23′45,52″N 16°57′32,54″E/52,395978 16,959039
- Rzeszów (ulica): 50°02′19″N 21°58′07″E/50,038611 21,968611
- Serock (ulica): 52°29′51,46″N 21°03′49,76″E/52,497628 21,063822
- Słupsk (ulica): 54°28′31,5″N 16°58′38,7″E/54,475417 16,977417
- Sopot (rondo): 54°26′31,00″N 18°33′24,30″E/54,441944 18,556750
- Stalowa Wola (ulica): 50°35′40″N 22°02′02″E/50,594444 22,033889
- Warszawa (plac)[55]: 52°15′31,7″N 20°58′09,1″E/52,258806 20,969194
- Wrocław (skwer)[56]: 51°05′58,573″N 17°01′58,860″E/51,099604 17,033017

### Nagrody
- Złoty artKciuk 2019 przyznawany na Interdyscyplinarnym Festiwalu Sztuk Miasto Gwiazd. Odebrany w rocznicę 80. urodzin artysty przez Małgorzatę Niemen[57].

## Dyskografia

### Albumy studyjne
| Dziwny jest ten świat          | - Data: 15 maja 1967 - Wydawca: Polskie Nagrania Muza     | 9  | - POL: złota płyta |
| Sukces                         | - Data: 20 maja 1968 - Wydawca: Polskie Nagrania Muza     | 39 |                    |
| Czy mnie jeszcze pamiętasz?    | - Data: 30 czerwca 1969 - Wydawca: Polskie Nagrania Muza  | 24 |                    |
| Enigmatic                      | - Data: 19 stycznia 1970 - Wydawca: Polskie Nagrania Muza | 15 | - POL: złota płyta |
| Niemen                         | - Data: 24 maja 1971 - Wydawca: Polskie Nagrania Muza     | 18 |                    |
| Muzyka teatralna i telewizyjna | - Data: 1971 - Wydawca: Polskie Nagrania Muza             | –  |                    |
| Strange Is This World          | - Data: 1972 - Wydawca: CBS                               | –  |                    |
| Ode to Venus                   | - Data: 1973 - Wydawca: CBS                               | –  |                    |
| Niemen Vol. 1                  | - Data: 1973 - Wydawca: Polskie Nagrania Muza             | 23 |                    |
| Niemen Vol. 2                  | - Data: 1973 - Wydawca: Polskie Nagrania Muza             | 23 |                    |
| Russische Lieder               | - Data: 1973 - Wydawca: CBS                               | –  |                    |
| Mourner’s Rhapsody             | - Data: 1974 - Wydawca: CBS                               | –  |                    |
| Niemen Aerolit                 | - Data: 1975 - Wydawca: Polskie Nagrania Muza             | 16 |                    |
| Katharsis                      | - Data: 1976 - Wydawca: Polskie Nagrania Muza             | 21 |                    |
| Idée fixe                      | - Data: 1978 - Wydawca: Polskie Nagrania Muza             | 17 |                    |
| Postscriptum                   | - Data: 1980 - Wydawca: Polskie Nagrania Muza             | 23 |                    |
| Przeprowadzka                  | - Data: 1982 - Wydawca: Rogot                             | –  |                    |
| Terra Deflorata                | - Data: 20 lutego 1989 - Wydawca: Veriton, Polton         | –  |                    |
| spodchmurykapelusza            | - Data: 27 października 2001 - Wydawca: EMI Music Poland  | 22 |                    |
| „–” album nie był notowany.    |                                                           |    |                    |

### Albumy koncertowe
| 41 potencjometrów pana Jana              | - Data: 22 października 2007 - Wydawca: Polskie Radio |    |
| Kattorna JJ72 / Pamflet na ludzkość JJ75 | - Data: 28 lutego 2009 - Wydawca: Polskie Radio | 24 |
| Czesław Niemen – On Stage 1970/1972      | - Data: 2018 - Wydawca: New Music – Green Tree – GTR 170 - Daty realizacji nagrań: 30 października 1970 (XIII Międzynarodowy Festiwal Jazz Jamboree '70, Sala Kongresowa Pałac Kultury i Nauki, Warszawa), 23 i 24 czerwca 1972 (Krajowy Festiwal Piosenki Polskiej w Opolu, Amfiteatr Tysiąclecia, Opole) |    |
| „–” album nie był notowany.              | |    |

### Występy gościnne i albumy zawierające nagrania różnych wykonawców
| Srebrne dzwony                        | - Data: 2007 - Wydawca: Polskie Radio    | – | Do reedycji CD albumu „Zagrajcie nam wszystkie srebrne dzwony” z 1975 dołączono dwa utwory Czesława Niemena, które nie znalazły się na pierwotnym wydawnictwie |
| Kulpowicz featuring Niemen – Samarpan | - Data: 1987 - Wydawca: Polskie Nagrania | – | Czesław Niemen udziela się wokalnie w 5 z 6 utworów |
| Kciuk – Little Wing                   | - Data: 1990 - Wydawca: Polskie Nagrania | – | Gościnny występ w tytułowym, siedmiominutowym coverze utworu Jimiego Hendriksa, Little Wing                                                                    |
| „–” album nie był notowany.           |                                          |   | |

### Kompilacje
| The Best of Niemen                        | - Data: 1979 - Wydawca: Polskie Nagrania Muza | 25 |                        |
| Gwiazdy mocnego uderzenia: Czesław Niemen | - Data: 1991 - Wydawca: Polskie Nagrania Muza | –  |                        |
| Sen o Warszawie                           | - Data: 1995 - Wydawca: Polskie Nagrania Muza | 37 |                        |
| Złota kolekcja: Czas jak rzeka            | - Data: 2000 - Wydawca: EMI Music Poland | 1  | - POL: platynowa płyta |
| Od początku I                             | - Data: 2002 - Wydawca: Polskie Radio/Polskie Nagrania Muza - wydawnictwo zbiorcze, obejmujące pięć pierwszych albumów Niemena nagranych dla Polskich Nagrań („Dziwny jest ten świat”, „Sukces”, „Czy mnie jeszcze pamiętasz”, „Niemen Enigmatic” oraz tzw. „czerwony album”, nazwany na potrzeby wznowienia „Człowiek jam niewdzięczny”) oraz „album zerowy”, składankę wczesnych dzieł „Sen o Warszawie”. | 7  | - POL: złota płyta     |
| Od początku II                            | - Data: 2003 - Wydawca: Polskie Radio/Polskie Nagrania Muza - wydawnictwo zbiorcze, obejmujące sześć albumów Niemena nagranych dla Polskich Nagrań w latach 1972–1980 („Niemen Vol. 1” i „Niemen Vol. 2” wzorem poprzednich cyfrowych wznowień skompilowano na jednym CD zatytułowanym „Marionetki”, „Idee fixe” ukazało się na dwóch odrębnych dyskach).                                                   | 14 |                        |
| Spiżowy krzyk                             | - Data: 30 maja 2008 - Wydawca: Polskie Nagrania Muza | 20 |                        |
| Nasz Niemen                               | - Data: 27 lipca 2009 - Wydawca: Agora SA | –  | - POL: platynowa płyta |
| Pamiętam ten dzień                        | - Data: 7 listopada 2011 - Wydawca: Polskie Radio | 4  | - POL: platynowa płyta |
| „–” album nie był notowany.               | |    |                        |

### Minialbumy
- 1964 – Locomotion
- 1964 – Les Noir et Bleu – Les Idoles de Pologne
- 1964 – Czas jak rzeka
- 1964 – Hippy, Hippy Shake
- 1964 – Jeszcze sen
- 1966 – A Varsovie
- 1966 – Sen o Warszawie
- 1967 – Dziwny jest ten świat
- 1978 – Sen srebrny Salomei
- 1997 – Cegiełka na rzecz ofiar powodzi – Moja i twoja nadzieja (gościnnie)

### Single
- 1962 – Adieu Tristesse / El soldado de levita
- 1963 – Na swojską nutę
- 1963 – W rytmie Madisona
- 1968 – Obok nas / Baw się w ciuciubabkę
- 1969 – Io senza lei / Arcobaleno
- 1969 – Una luce mai accesa / 24 ore spese bene con amore
- 1970 – Oggi forse no / Domani
- 1972 – Romanca Cherubina / Mazurek
- 1972 – Strange is This World / We’ve Got The Sun
- 1973 – Jolotschki, Sosjonotschki / Tschornyje Browi, Karije Otschi
- 1975 – Mleczna droga / Dorożką na Księżyc
- 1977 – Kołysanka / Polonez / Mazur
- 1979 – Nim przyjdzie wiosna / Pokój
- 1982 – Witaj przygodo zielona / Przeprowadzka
- 1986 – High Horse / Pod Papugami
- 2001 – spodchmurykapelusza
- 2002 – Jagody szaleju

### Pocztówki dźwiękowe
- 1964 – Domek bez adresu
- 1970 – Nie wiem czy to warto
- 1971 – Bema pamięci żałobny rapsod (bez chóralno – instrumentalnego wstępu)
- 1974 – Jodełki, sosenki
- 1975 – Włóczęga
- 1979 – Nim przyjdzie wiosna

### Albumy poświęcone Czesławowi Niemenowi
- 2007 – ProForma – Niemen a cappella
- 2009 – Artur Dutkiewicz – Niemen Improwizacje
- 2009 – Janusz Radek – Dziwny ten świat – opowieść Niemenem
- 2010 – Grażyna Łobaszewska – Dziwny jest...
- 2012 – Soundrise – Niemen nieznany
- 2012 – Stanisław Soyka – W hołdzie mistrzowi
- 2017 – Natalia Niemen – Niemen mniej znany[78]
- 2018 – Krzysztof Zalewski – Zalewski śpiewa Niemena[79]